# 安直樹
安 直樹（やす なおき、1977年10月6日 - ）は茨城県ひたちなか市出身の車いすフェンシング選手。元車いすバスケットボール選手。

## 来歴
人一倍スポーツが好きで、活発な少年時代を過ごしていたが、14歳の時に左足股関節骨の病気のために手術を受ける。しかし、手術ミスによって、重い後遺症を持つようになった。障害を負った時の気持ちを、「当時自分には、障害者＝最悪というイメージがあって、自分がそうなったことのショックが大きかった。同級生に見られるのも嫌だった」と振り返っている。一時は不登校になったが、母の勧めで車椅子バスケの見学に行き、そこで見た障害を感じさせない迫力あるプレーに魅了され、自らも没頭するようになった。ジュニア時代から頭角を現し、後に所属した千葉ホークスでは日本選手権でMVPや得点王に選ばれるなど、第一線で活躍する選手に成長し、現在では「手術をミスしてくれて感謝しているぐらい」とコメントしている。
2004年のアテネパラリンピックには日本代表として出場し、さらに2007年から3年間、日本人として初めてイタリアのプロリーグで活躍した。2010年のバンクーバーパラリンピックでは聖火ランナーを務めた。イタリアから帰国した後はエイベックスと雇用契約を結び、車椅子バスケチームのNO EXCUSEに所属。年俸500万（推定）というトッププロ選手であった。
2014年7月、「東京パラリンピックで結果を出したい」との意志から、20年以上のキャリアのある車椅子バスケットからの引退を電撃表明。
引退後は、陸上、水泳以外の夏季種目にチャレンジし、2015年3月車椅子フェンシングを始め、翌4月には日本代表に選出。同年7月にはワルシャワで行われたW杯に出場し、全敗で一次リーグ敗退ながら「東京で結果を出すという事を考えれば、行って大正解。それに完封敗けは一度もなかった」と前向きな発言を残した。2020年東京パラリンピック開催時には42歳を迎えるが、「フェンシングに出会えて、本当によかった」と語っている。
2017年10月、東京メトロに入社。

## 人物
- 車椅子バスケットボールを「イスバス」と呼び、より一般的に認知してもらえるよう積極的に活動をしている。現在ではウェブ辞書でもイスバス（Yahoo辞書）が掲載されるほど広く浸透しており、障害者スポーツの認知や理解獲得に貢献しているアスリートの一人となっている。
- 日本を代表するアスリートとして活躍するとともに、国内の小中学校等での講演活動も行っている。「僕のプレーを通して“本気で何かを好きになること”の大切さを伝えたい」と語り、障害者のみならず健常者の子供・保護者達にも大きな影響を与えている。

## 所属クラブ
- 千葉ホークス
- オーストラリア ナショナルリーグ　Wentworthville Wheelkings
- イタリアリーグ　PDM TREVISO
- イタリアチャンピオンリーグ　セリエA　GSD ANMIC-SASSARI
- イタリアチャンピオンリーグ　セリエA　porto torres
- NO EXCUSE

## 個人成績
- 2000年　全国ジュニア車椅子バスケット大会　ベスト5
- 2001年　
  - 全国ジュニア車椅子バスケット大会　ベスト5
  - 日本車椅子バスケットボール選手権大会　ベスト5
- 2002年  日本車椅子バスケットボール選手権大会　得点王
- 2003年
  - 日本車椅子バスケットボール選手権大会　優勝、MVP獲得
  - アメリカNWBA Division2 National Championship 優勝（Lakeshore Storm）
  - 北九州チャンピオンズカップ国際車椅子バスケットボール大会 日本代表
- 2004年
  - アテネパラリンピック 日本代表
  - 日本車椅子バスケットボール選手権大会 ベスト5、得点王
  - アジア・オセアニア大会　日本代表
  - 国際親善　車椅子バスケットボール大阪大会　日本代表
- 2005年
  - 日本車椅子バスケットボール選手権大会 優勝
  - 国際親善　車椅子バスケットボール大阪大会　日本代表
  - 北九州チャンピオンズカップ国際車椅子バスケットボール大会 日本代表
- 2006年
  - 世界車椅子バスケットボール選手権大会　アジア・オセアニアゾーン予選　日本代表
  - デンソー・あいおい損保杯WAFCA車いすバスケットボール東アジア交流大会　日本代表
  - 日本車椅子バスケットボール選手権大会 優勝
- 2007年
  - 日本車椅子バスケットボール選手権大会 優勝、ベスト5
  - オーストラリアナショナルリーグ ウィルキングス移籍、ファイナルトーナメント3，4位決定戦でスコア30得点を記録
  - 日本人で初めて、プロ選手としてイタリアリーグ　PDM Trevisoに移籍
- 2008年　 イタリアンチャンピオンズリーグ　PDM Treviso 5位、個人得点ランキング　3位
- 2009年
  - イタリアンチャンピオンズリーグ　PDM Treviso　4位、個人得点ランキング　6位
  - イタリアチャンピオンリーグ セリエA GSD ANMIC-SASSARI に移籍
  - イタリアチャンピオンリーグ セリエA Porto Torres に移籍
- 2010年　 バンクーバーパラリンピックにて聖火ランナーを務める